# Бонифаци, Кевин
Ке́вин Бонифа́ци (итал. Kevin Bonifazi; родился 19 мая 1996 года, Тоффия, Италия) — итальянский футболист, защитник клуба «Болонья».

## Клубная карьера
Бонифаци — воспитанник клубов «Сиена» и «Торино». Летом 2015 года для получения игровой практики Кевин был отдан в аренду в «Беневенто». В матче против Фоджи он дебютировал в итальянской Серии C. В начале 2016 года Бонифаци на правах аренды выступал за «Казертану». Летом того же года Кевин был арендован СПАЛом. 22 октября 2016 года в матче против «Карпи» он дебютировал в итальянской Серии B. 3 декабря в поединке против «Читаделлы» Кевин забил свой первый гол за СПАЛ. В начале 2018 года Бонифаци вернулся в «Торино». 31 марта в матче против «Кальяри» он дебютировал в итальянской Серии A. Летом 2018 года Кевин перешёл в СПАЛ, который вышел в элиту, но уже через год вернулся обратно в «Торино».